# Кунстгалле (Баден-Баден)
48°45′31″ пн. ш. 8°14′17″ сх. д. / 48.7585° пн. ш. 8.23806° сх. д.
Кунстгалле (нім. Staatliche Kunsthalle Baden-Baden) — художній музей у Баден-Бадені, Баден-Вюртемберг, Німеччина. 
Заснований в 1909 році як виставковий зал художнього об'єднання «Freie Künstlervereinigung Baden». 
Не має власної колекції; у його стінах проходять виставки як класичного, так і сучасного мистецтва: чотири виставки на рік присвячені як окремим художникам, так і актуальним проблемам мистецтва та культури. 
Розташований поруч з музеєм Фрідера Бурди, збудований американським архітектором Річардом Меєром.

## Історія та опис

### Будівля
Будівля Кунстгалле в Баден-Бадені була побудована за проектом архітектора з Карлсруе Германа Біллінга (1867-1946), в стилі пізнього модерну, і відкрито в 1909 році. 
Асиметрична зовні будова, спроектоване Біллінгом спільно зі своїм партнером Вільгельмом Вітталі (1859—1920), використовує архітектурні елементи та рішення класичної (греко-римської) архітектури: включно з трикутним фронтоном, пілястрами з капітелями іонічного ордера і римськими цифрами над арковим порталом, побудована на вході на Ліхтентальську алею 
Роботи Вітрувія надихнули Біллінга на такий дизайн. 
Сама будівля не була зрозуміла багатьма сучасниками: деякі з перших відвідувачів сприйняли відмову від яскравих декоративних елементів як ознаку «бідності», а інші жартували, що строгий фасад нагадує більш крематорій, ніж місце для проведення мистецьких заходів.
У XXI столітті австрійський художник Гаймо Зоберніг (нар. 1958) брав участь у розбудові внутрішніх просторів будівлі, що проводилися за проектом архітектора Міхаеля Вальрафа (нар. 1968). 
У результаті на першому поверсі розмістилися дві великі зали, а також ряд прямокутних і восьмикутних приміщень доступних для виставок і заходів. У 2007 році художник і дизайнер Гюнтер Ферг (1952—2013) створив масштабний настінний розпис у головному фойє ; 2009 року зал кафетерію «Foyer / Café Kunsthalle» був перепроектований художником Тобіасом Ребергером (нар. 1966) — робота заснована на дизайні кафе «Was Du liebst bringt Dich auch zum Weinen», який отримав приз на Венеціанській бієнале . У 2010 році була створена робота «12 квітів для кафе Кунстхалле» (12 Farben für das Café der Kunsthalle), а через три роки оформлювачі, які працювали в берлінському парку «Prinzessinnengarten», спроектували кафе в зоні входу в музей.
Діяльність
Основу фонду Кунстгалле спочатку склала колекція творів мистецтва, зібрана Робертом Енгельгорном - художником та сином співзасновника компанії «Badische Aniline & Soda Factory» (BASF), який в 1906 році представив свій проект постійної художньої виставки в місті. 
У 1927 р. Кунстгалле був переданий під управління Веймарській республіці — через фінансові збитки, понесеними Енгельгорном через гіперінфляцію . 
До 1930-х років, під назвою «Постійна художня виставка в Баден-Бадені» (нім. Ständige Kunstausstellung Baden-Baden), галерея зазвичай проводила по дві виставки на рік.
Вже після Другої світової війни, з кінця 1950-х рр., зал почав здобувати популярність як виставковий простір для сучасного мистецтва. 
Під керівництвом Дітріха Малова (1920—2013), що обіймав посаду директора в 1957-1967 рр., кунстгалле став «вітриною для творів світової культури». 
Так у ньому пройшли виставки «Американська кераміка» (1960), «Наївне зображення світу» (1961), «Сценарій і образ» (1962—1963) та «Примітивне ткацтво в Єгипті» — поряд з численними персональними виставками, у яких брали участь художники від Ганса Арпа до Жана Тінгелі.
За наступне неповне десятиліття, Кунстгалле — під керівництвом історика мистецтва та куратора Клауса Гальвіца — провів виставки як «Революційної архітектури» (1970) і робіт Сальвадора Далі (1971) і Ганса Макарта (1972), так і російських реалістів (1972). 
У рамках серії «14 mal 14», що проходила в 1968-1973 рр., публіці були представлені нові тимчасові експозиції, що тривали лише по два тижні кожен; це дало можливість вперше представити свої роботи цілій низці молодих художників, які згодом стали широко відомі: включаючи Маркуса Люперца та Ансельма Кіфера. На межі XX і XXI століть, під керівництвом історика мистецтва Матіаса Вінцена (нар. 1961), музей проводив заходи, що ставили питання про місце мистецтва у житті. 
Так дві трилогії — «Ти маєш намалювати картину» (нім. Du sollst Dir ein Bild machen, 2001-2002) і «Множинні простори: Людина — Парк — Фільм» (нім. Multiple Räume: Seele - Park - Film, 2004-2005) — привернули увагу професійних дослідників сучасного мистецтва.
Кожні два роки Кунстгалле в Баден-Бадені організує вручення премії імені Ганс Тома від землі Баден-Вюртемберг за досягнення в образотворчому мистецтві – церемонія проходить у Бернау-ім-Шварцвальд. 
Галерея також вручає стипендію «Brenner's Artist in Residence»; регулярно бере участь у арт-ярмарку «Art Karlsruhe». 
Регулярно публікує каталоги виставок, а також проводить лекції та панельні дискусії, читання, зустрічі з художниками, кінопокази та концерти. 
Для фінансової та ідейної підтримки діяльності музею, в 1999 році було засновано фонд «Förderverein Freunde der Staatlichen Kunsthalle Baden-Baden».